# Gerhard Quaas
Gerhard Quaas ist ein deutscher Militärhistoriker und Kurator.
Er wurde 1985 an der Humboldt-Universität zu Berlin mit der Dissertation Belastungen der Landbevölkerung Kursachsens durch das stehende Heer (1682–1756) promoviert. Bis 1990 war er stellvertretender Abteilungsdirektor der Abteilung Feudalismus und Experte für den Bestand Militaria, insbesondere Waffen im Museum für Deutsche Geschichte in Ostberlin.
1996 wurde er mit dem Werner-Hahlweg-Preis für Militärgeschichte und Wehrwissenschaften (3. Preis) ausgezeichnet. Zuletzt war er als Nachfolger von Heinrich Müller Leiter der europaweit bedeutenden Militaria-Sammlung im Deutschen Historischen Museum in Berlin, die 1990 als Sammlungsbestände übernommen worden ist.
2002 veröffentlichte er einen Beitrag im Bulletin des Arbeitskreises Militär und Gesellschaft in der Frühen Neuzeit. 2007 nahm er an der fachwissenschaftlichen Konferenz Die Waffe als militärisches Instrument und Symbol (Jahrestagung des Arbeitskreises Militärgeschichte) und 2011 am Symposium Vom Ordnen der Dinge. Verzeichnen – Klassifizieren – Recherchieren in Berlin teil.

## Schriften (Auswahl)
- mit Heinrich Müller, Georg Ortenburg: Alte Waffen und Rüstungen. 2 Bände, Archiv-Verlag, Braunschweig 1992.
- (Hrsg.): Eisenkleider. Plattnerarbeiten aus drei Jahrhunderten aus der Sammlung des Deutschen Historischen Museums. [Eine Ausstellung des Deutschen Historischen Museums im Zeughaus Berlin, 12. März – 6. Juli 1992] (= Baustein des Deutschen Historischen Museums, Berlin. Teil 7). Deutsches Historisches Museum, Berlin 1992.
- (Hrsg.): Das Handwerk der Landsknechte. Waffen und Bewaffnung zwischen 1500 und 1600 (= Militärgeschichte und Wehrwissenschaften. Bd. 3). Im Auftrag der Wehrtechnischen Studiensammlung des Bundesamtes für Wehrtechnik und Beschaffung, Biblio-Verlag, Osnabrück 1997, ISBN 3-7648-2508-1.
- (Hrsg.): Hofjagd. Aus den Sammlungen des Deutschen Historischen Museums. Im Auftrag des Deutschen Historischen Museums. Mit einem Vorwort von Hans Ottomeyer, Ed. Minerva, Wolfratshausen 2002, ISBN 3-932353-65-X. (darin: Die Geschichte der Jagdwaffen im Berliner Zeughaus. S. 28 ff.)
- mit André König: Verluste aus den Sammlungen des Berliner Zeughauses während und nach dem Zweiten Weltkrieg. Hrsg. von der Stiftung Deutsches Historisches Museum, Berlin 2011, ISBN 978-3-86102-166-7.

Weitere Beiträge:
- Der Bestand orientalischer Waffen und Rüstungen im Deutschen Historischen Museum, Zeughaus. In: Jens Kröger (Hrsg.): Islamische Kunst in Berliner Sammlungen. [100 Jahre Museum für Islamische Kunst in Berlin. Anlässlich der Ausstellung "Islamische Kunst in Berliner Sammlungen – 100 Jahre Museum für Islamische Kunst in Berlin" im Museum für Islamische Kunst, Berlin, vom 19. Oktober 2004 bis 16. Januar 2005]. Parthas, Berlin 2004, ISBN 3-86601-435-X, S. 250 ff.